# Phong ba (thực vật)
Phong ba, tên khoa học Heliotropium foertherianum, là một loài thực vật thuộc họ Mồ hôi (Boraginaceae, còn gọi là họ Vòi voi). Đây là loài có nguồn gốc từ vùng nhiệt đới châu Á, Madagascar, và miền bắc Australia, cũng như ở nhiều đảo của Micronesia và Polynésie.

## Đặc điểm
Đây là loài thực vật nhỏ, chỉ cao trung bình 3–6 m, dù có thể đạt chiều cao tới 10–15 m, thường xanh, hay mọc ở những nơi đất cát. Thân gỗ mềm, cong queo, phân cành thấp. Cụm hoa xim bò cạp xếp hai dãy nhỏ màu trắng, nhỏ chỉ 5 mm. Quả hạch tròn đường kính khoảng 5–8 mm, mọc thành chùm. Quả tươi màu xanh lục, nhưng do tác động của nhiệt độ và ánh nắng có thể ngả màu vàng hoặc nâu.

## Phân loại học
Loài thực vật này ban đầu có danh pháp khoa học là Tournefortia argentea, nhưng sau đó từng được đổi thành Argusia argentea. Gần đây, danh pháp khoa học của nó được chuyển trở lại thành Tournefortia argentea trong một thời gian; để rồi sau đó có danh pháp khoa học mới là Heliotropium foertherianum từ năm 2003.

## Việt Nam
Tại Việt Nam cây mọc tự nhiên tại các đảo Cồn Cỏ (Quảng Trị), Côn Đảo, Bãi Canh (Bà Rịa-Vũng Tàu), quần đảo Trường Sa (Khánh Hoà). Vùng biển Khánh Hoà đến Ninh Thuận cũng còn một ít cá thể sống rải rác.
Phong ba là loài cây phát triển rất chậm, cây trưởng thành sau 10 năm chỉ cao 3–4 m. Cây có thể tái sinh bằng hạt và chồi, trong thực tế việc tái sinh tự nhiên cây tại các vùng ven biển (trừ các đảo) hầu như không xảy ra.

## Sử dụng
Do cây có biên độ sinh trưởng rộng: có thể phát triển tốt ở các vùng biển, đảo, chịu được gió bão, nước mặn và có thể sống tốt trên bãi cát san hô nên thường được trồng ven biển để chắn gió cố định cát. Do có thân, tán, hoa đẹp nên cây cũng được sử dụng làm cây bóng mát ven biển, cây cảnh quan cho các công trình. Lá cây có thể làm thuốc chữa rắn biển cắn.

## Hình ảnh

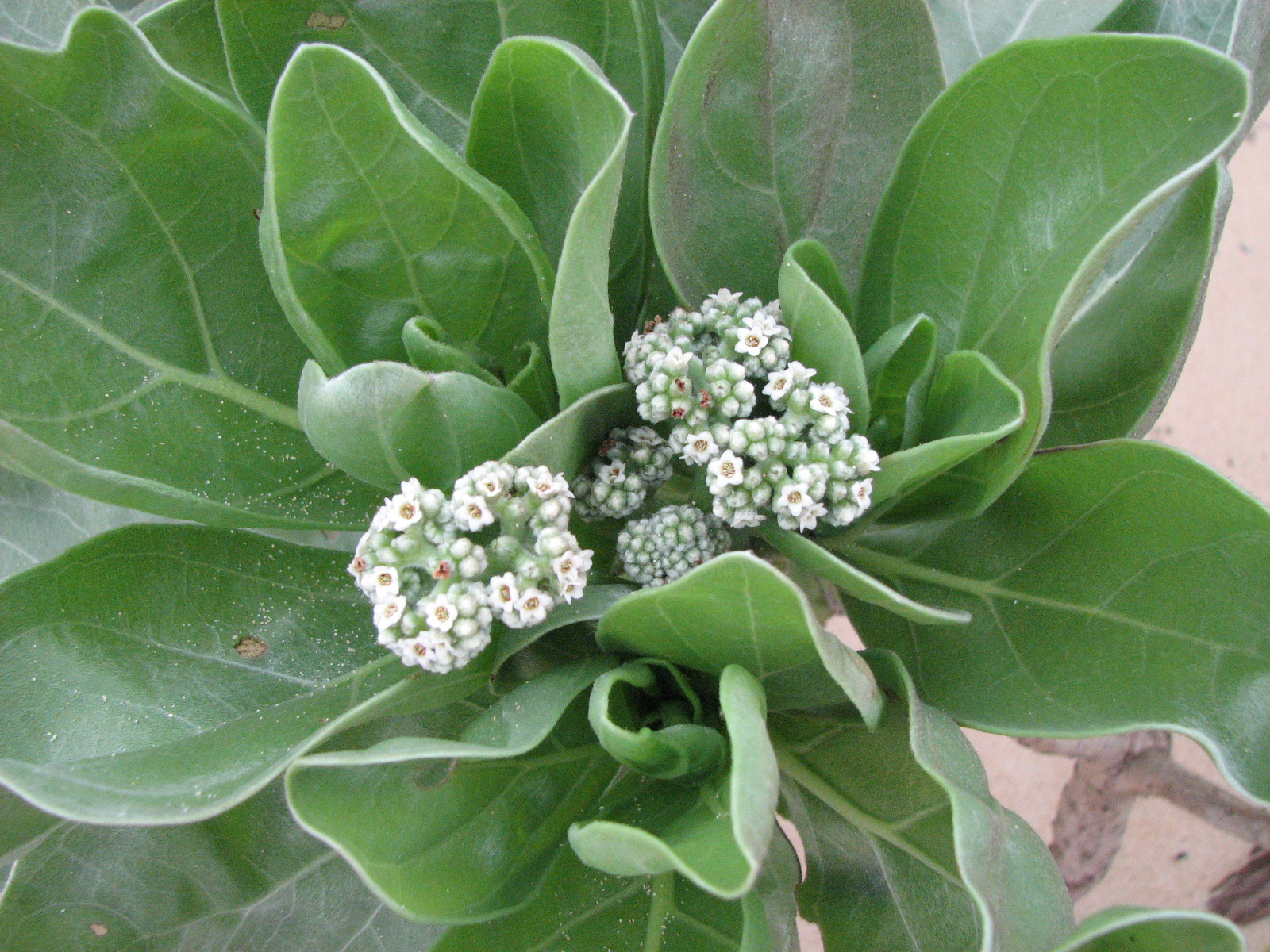
Lá và hoa
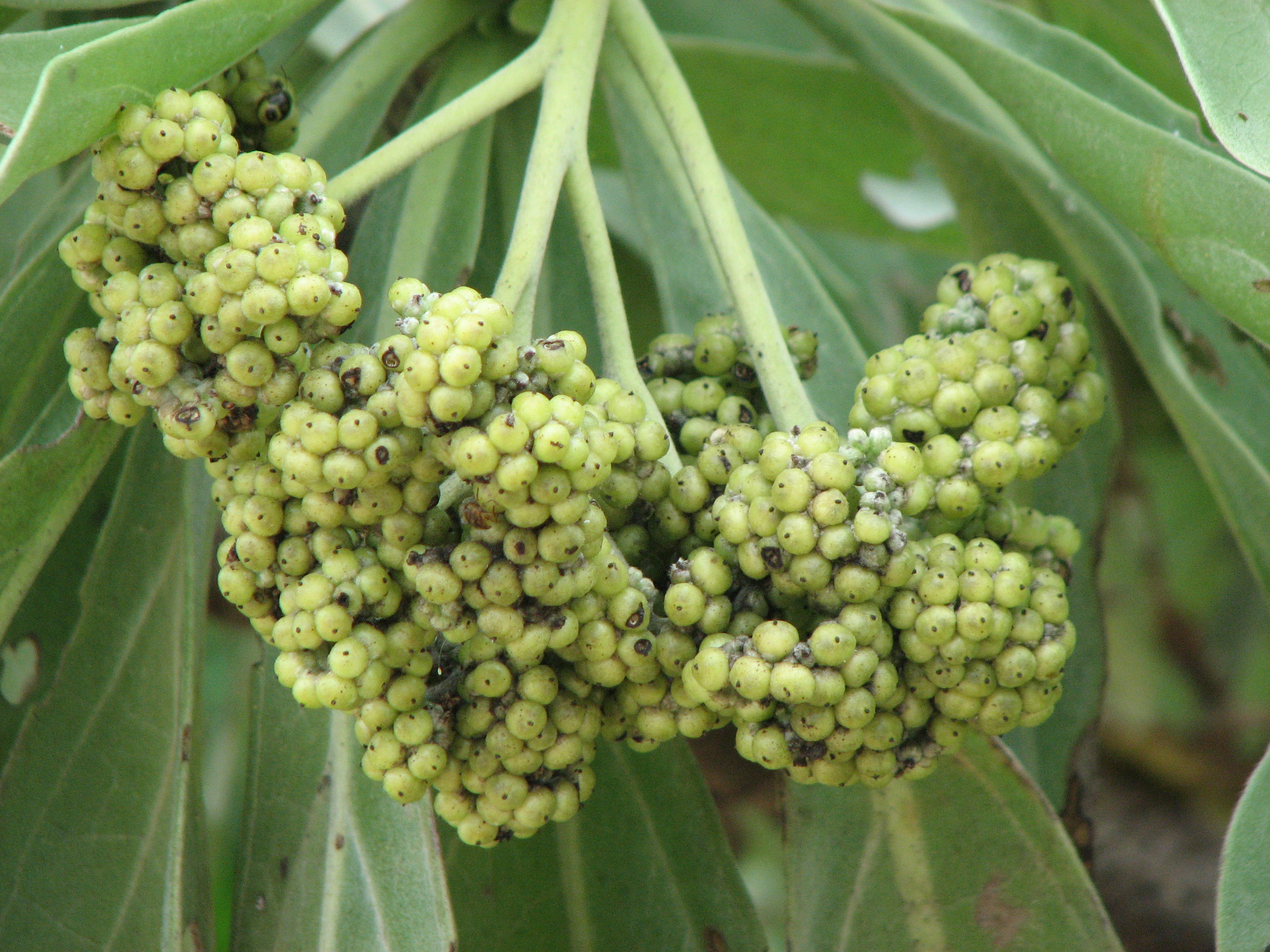
Lá và chùm quả
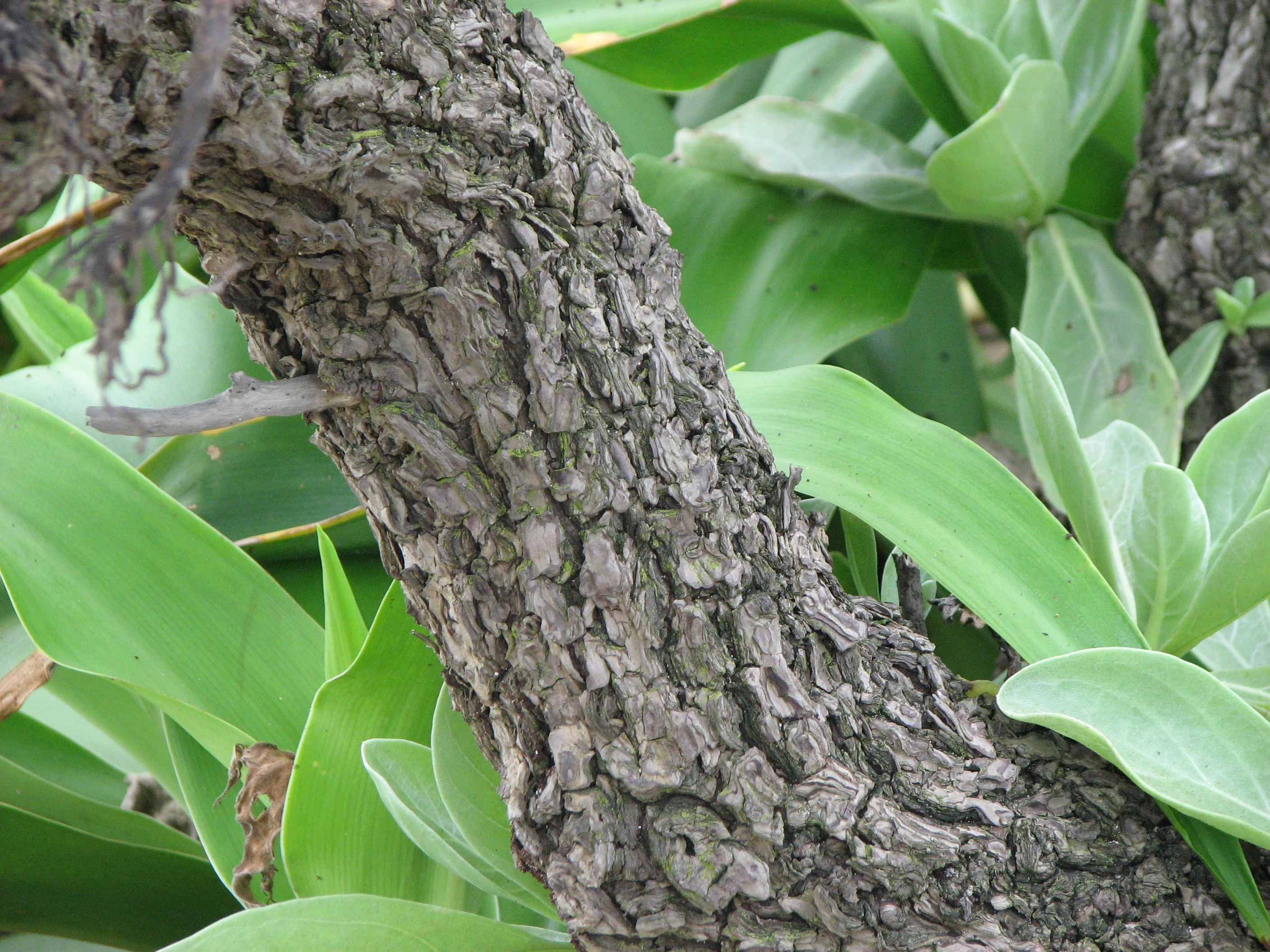
Vỏ cây
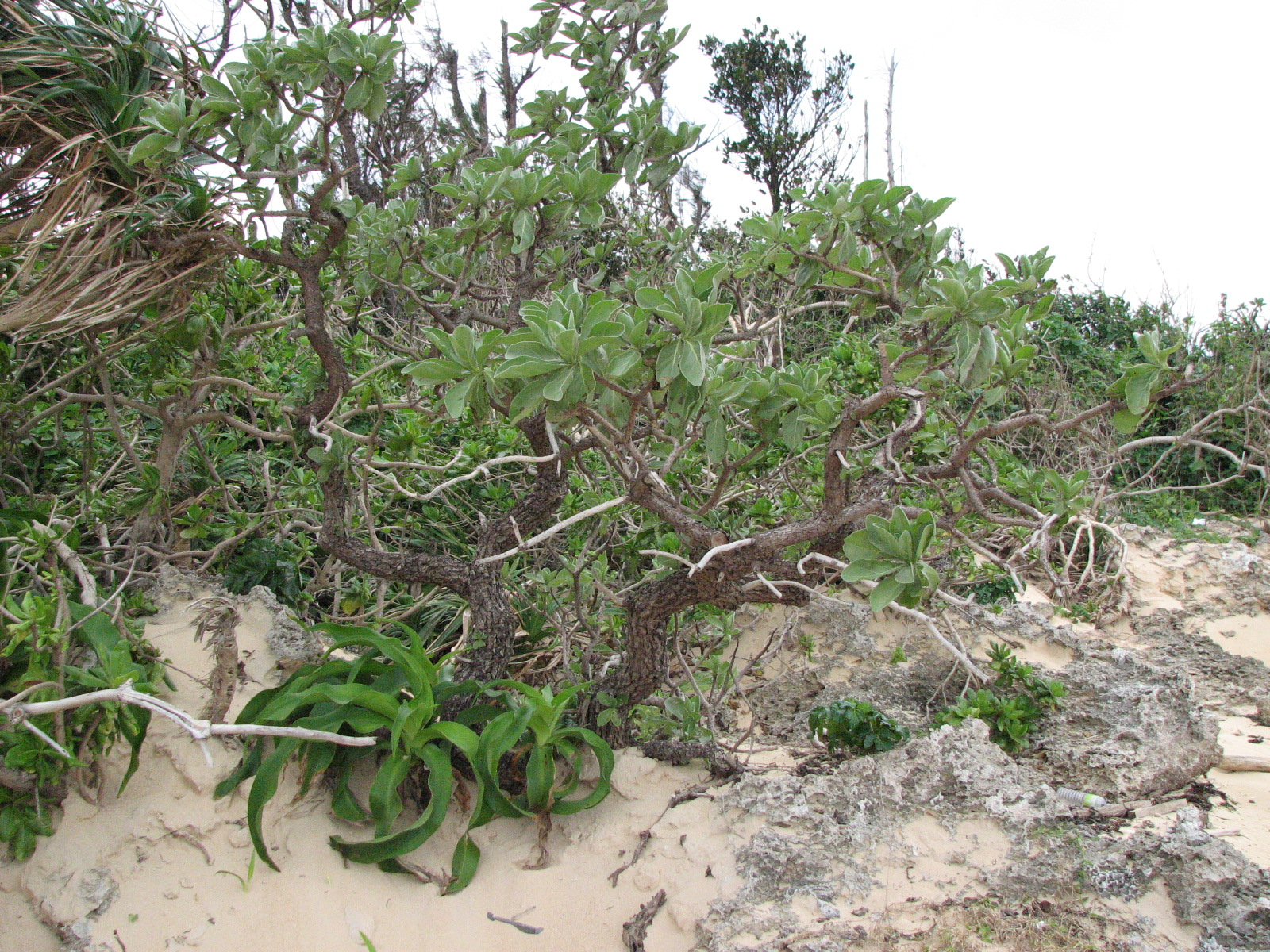
Toàn cảnh cây mọc trên cát
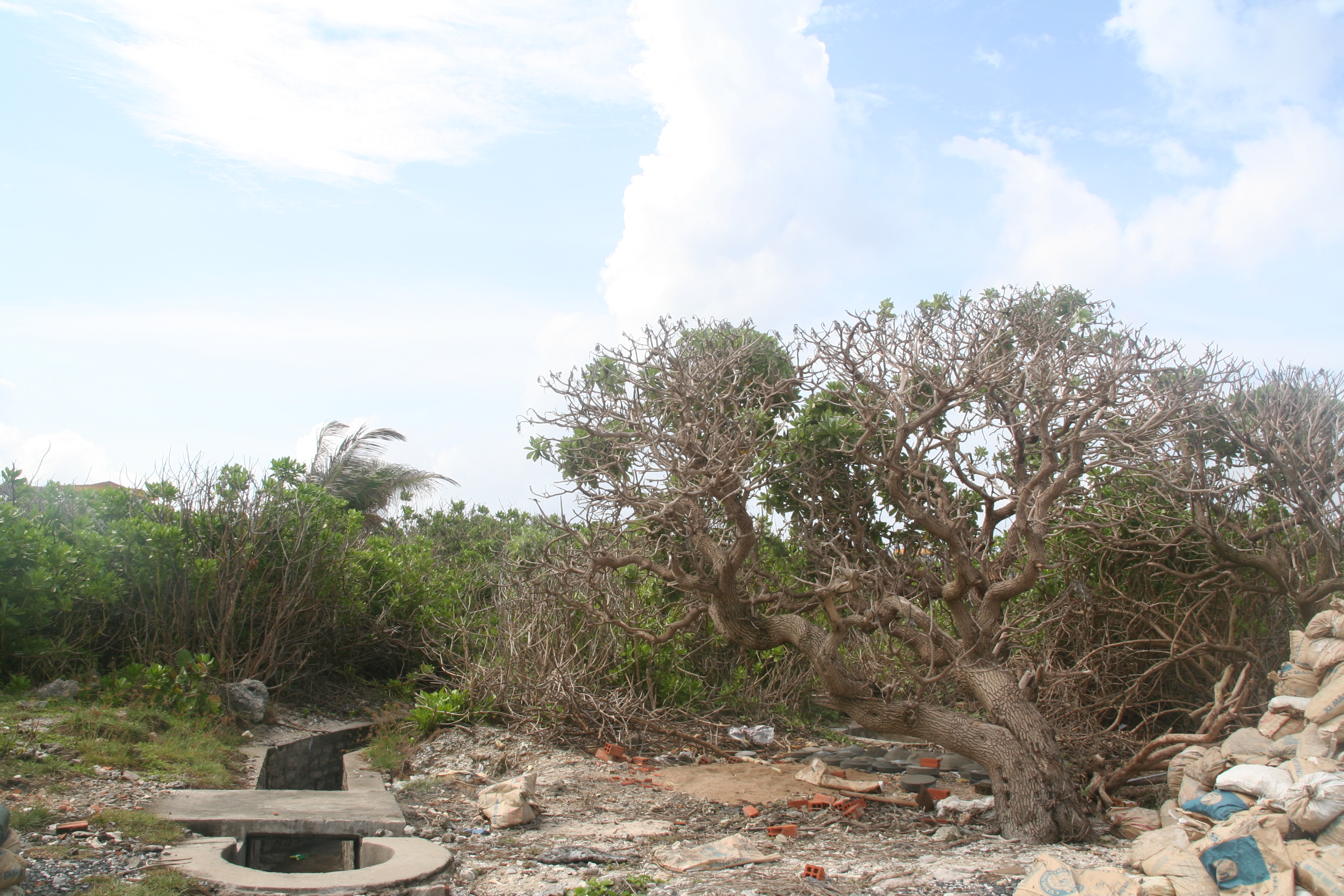
Cây phong ba già trên đảo Trường Sa Lớn